# 绵穴木属
绵穴木属（学名：Leoheo）为番荔枝科的一个属。

## 下属物种
本属包括以下物种：
- Leoheo domatiophorus Chaowasku, D.T.Ngo & Hung T.Le[2]